# Дом Кочубея (Конногвардейский бульвар)
Дом Кочубея (дом с маврами) — памятник архитектуры. Расположен в Санкт-Петербурге, современный адрес дома — Конногвардейский бульвар, 7.

## История
В начале XVIII века кварталы между Галерной улицей и Конногвардейским бульваром занимал Прядильный двор. На западе участка был Канатный завод, в конце века его перестроили под морские казармы, которые потом сломали при постройке дворца для великого князя Николая Николаевича. Восточную часть разделили на участки для жилой застройки
В 1790-х годах на участке для В. П. фон Дезина неизвестным архитектором был построен двухэтажный на подвалах особняк с классическим фасадом.
До начала 1850-х участком № 7 владел купец Солодников, у него его в 1852 году купил М. В. Кочубей. Дом Солодникова был перестроен в 1853-54 годах архитектором Г. А. Боссе: здание было расширено, интерьеры переделаны Проект фасада 12 августа 1853 года был утверждён Николаем I.

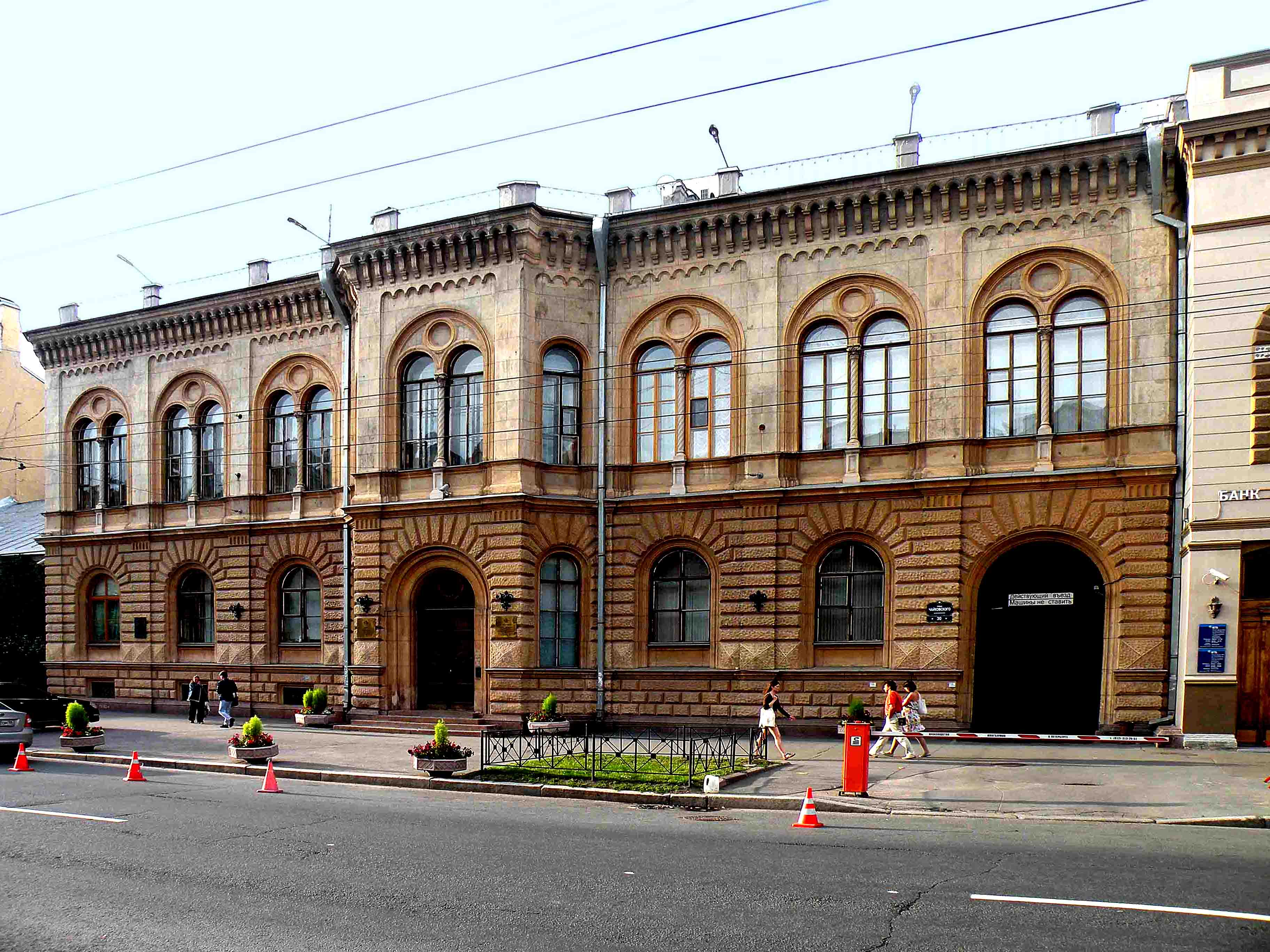
Здание в том же стиле для Льва Кочубея на улице Чайковского

Появление дома, украшенного бюстами мавританок из чёрного и белого мрамора, было отмечено в «Отечественных записках» 1855 года. Мавританок ошибочно называют маврами ещё со времени публикации о строительстве здания в «Петербургской газете». Строительство было завершено в 1857 году. Дом построен во флорентийском стиле, до этого Боссе похожим образом выполнял особняк старшего брата, Л. В. Кочубея, на ул. Чайковского, 30.
В 1867 году дом стал принадлежать купцу Фёдору Родоконаки. Для него Карл Федорович Мюллер в 1868 году надстроил второй этаж над флигелем во внутреннем дворе и построил хозяйственные помещения в парадном дворе, на месте Зимнего сада была размещена Парадная столовая.
В 1917 году здание занял военный трибунал. Были зацементированы каналы вентиляции и духовых печей, приспособлены подвалы и подсобные флигели.
В 1961 году в здании была размещена косметическая поликлиника. Под полами дворцовых помещений было проведено водоснабжение, на декоре стен расположены сантехнические приборы.
В 1987 году был взят под охрану как памятник архитектуры. В 1990 году здание было передано в долгосрочную аренду, в 1993-96 годах проведена реставрация, первая в Петербурге не за счёт государственного бюджета. Часть средств на реставрацию была собрана от реализации тиража репринта путеводителя по городу 1903 года. Дворовые флигели были приспособлены под офисы, внутренний двор превращён в ресторан (арх. А. П. Конов).
В районе 1991—1993 года бюсты мавританок были сняты с ограды; местонахождение двух из них на 1999 год не было известно, два были переданы на реставрацию в Пушкин.
Со стороны бульвара дом двухэтажный, его сводчатые подвалы — жилые. Со стороны двора в здании три этажа. У фасада гранитный цоколь, чугунный навес на колоннах и три балкона. Двор огорожен металлической решёткой.

## Интерьеры
Отопление осуществлялось духовыми печами, в доме был водопровод и ванны. Парадная лестница особняка оформлена в духе английского ренессанса, как и Дубовый кабинет на первом этаже. Приёмная на втором этаже сделана «в стиле Ринальди» — с лепкой на падуге и потолке. В Красной гостиной есть лепной фриз с восемью панно, изображающими олимпийских богов в образе детей. Больше всего в здании изображений Диониса. В Парадной столовой размещена «Вакханалия», в Приёмной — «Дионис и Ариадна на острове Наксос», в Танцевальном зале — «Меликерт, превращённый в морское божество» (возможно, это панно написал Себастьяно Риччи, или же оно скопировано с его работы).
Парадные помещения в бельэтаже освещаются большими венецианскими окнами.
В здании сохранились выполненные по рисункам Боссе лепка, кариатиды, камины, резные дубовые двери. Стены столовой были обшиты дубом
При реставрации здания не были использованы документы по нему советских времён — они отсутствовали, вероятно, в связи с секретностью работы трибунала; при использовании рисунков Боссе не было уверенности, что все они были именно так реализованы в натуре.

## Галерея

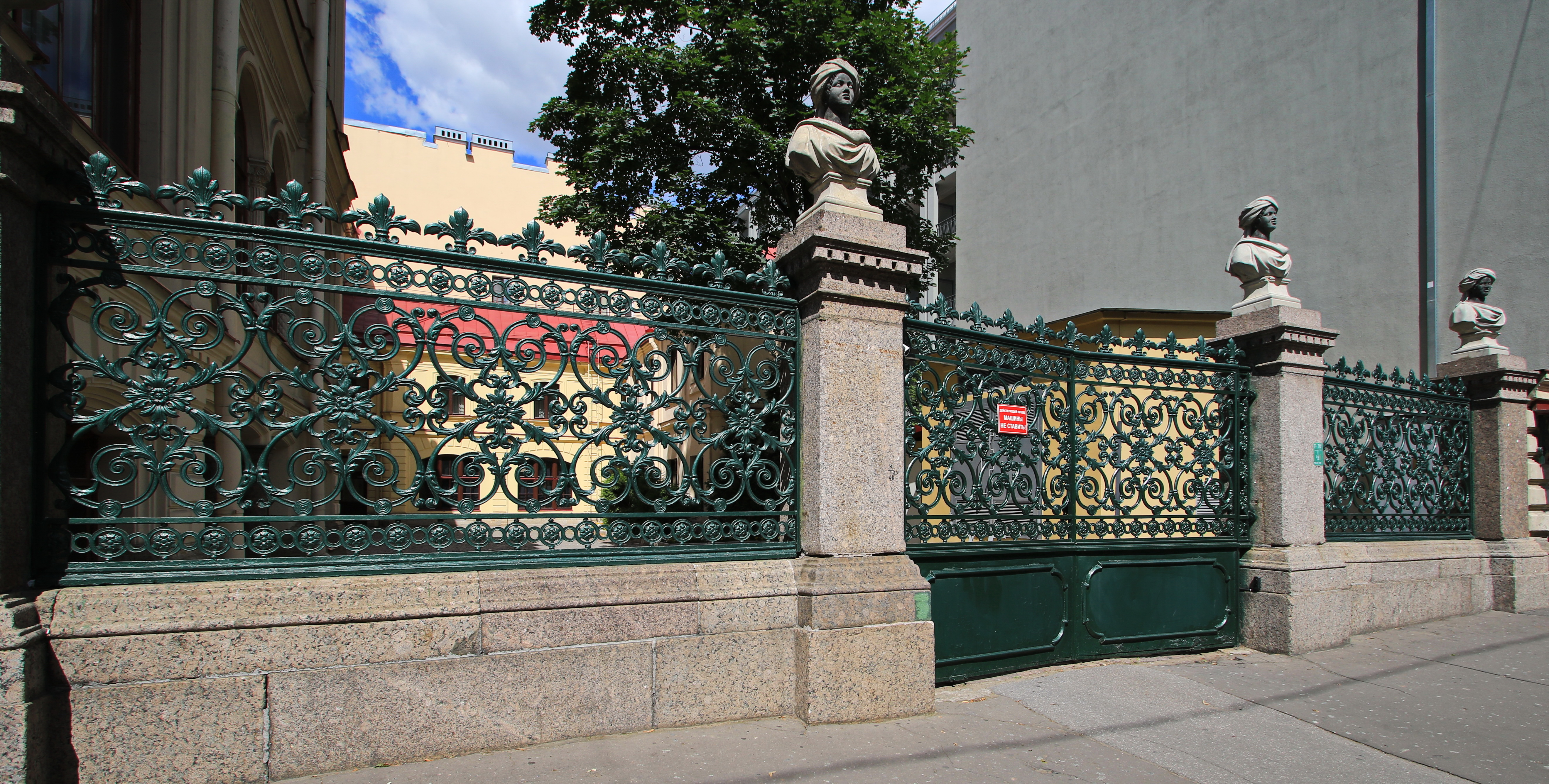
Ограда дома
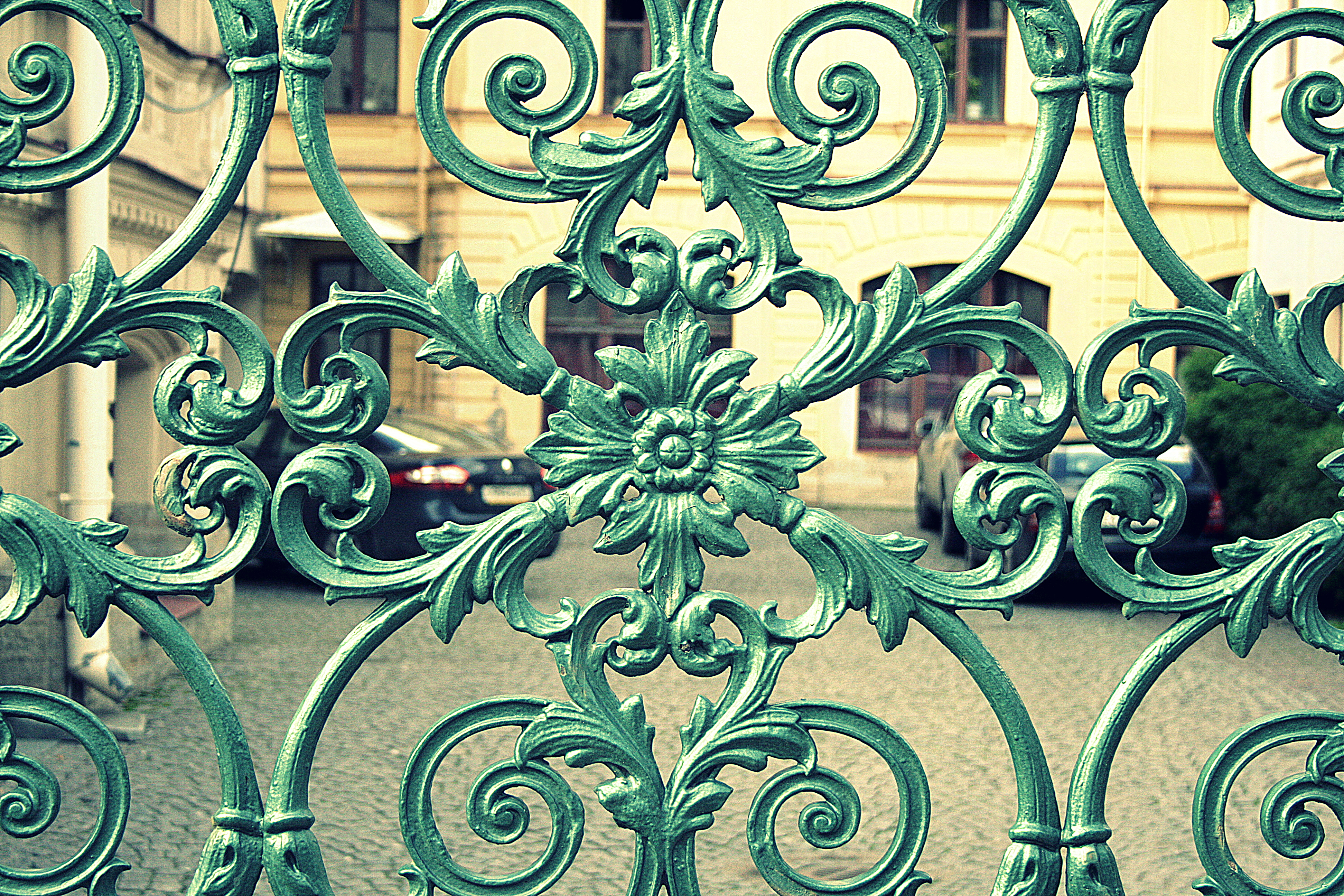
Решётка, фрагмент
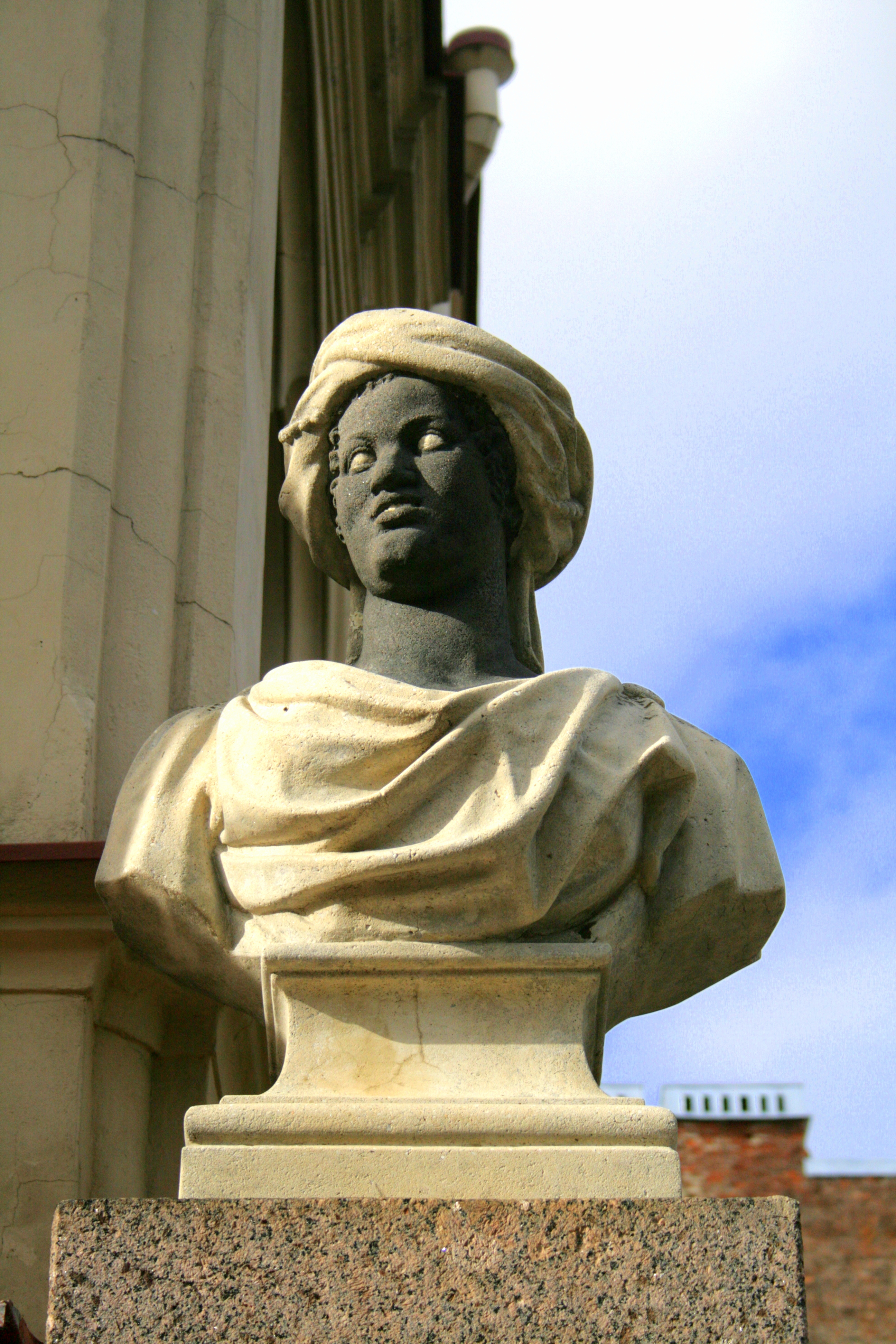
Бюст мавританки
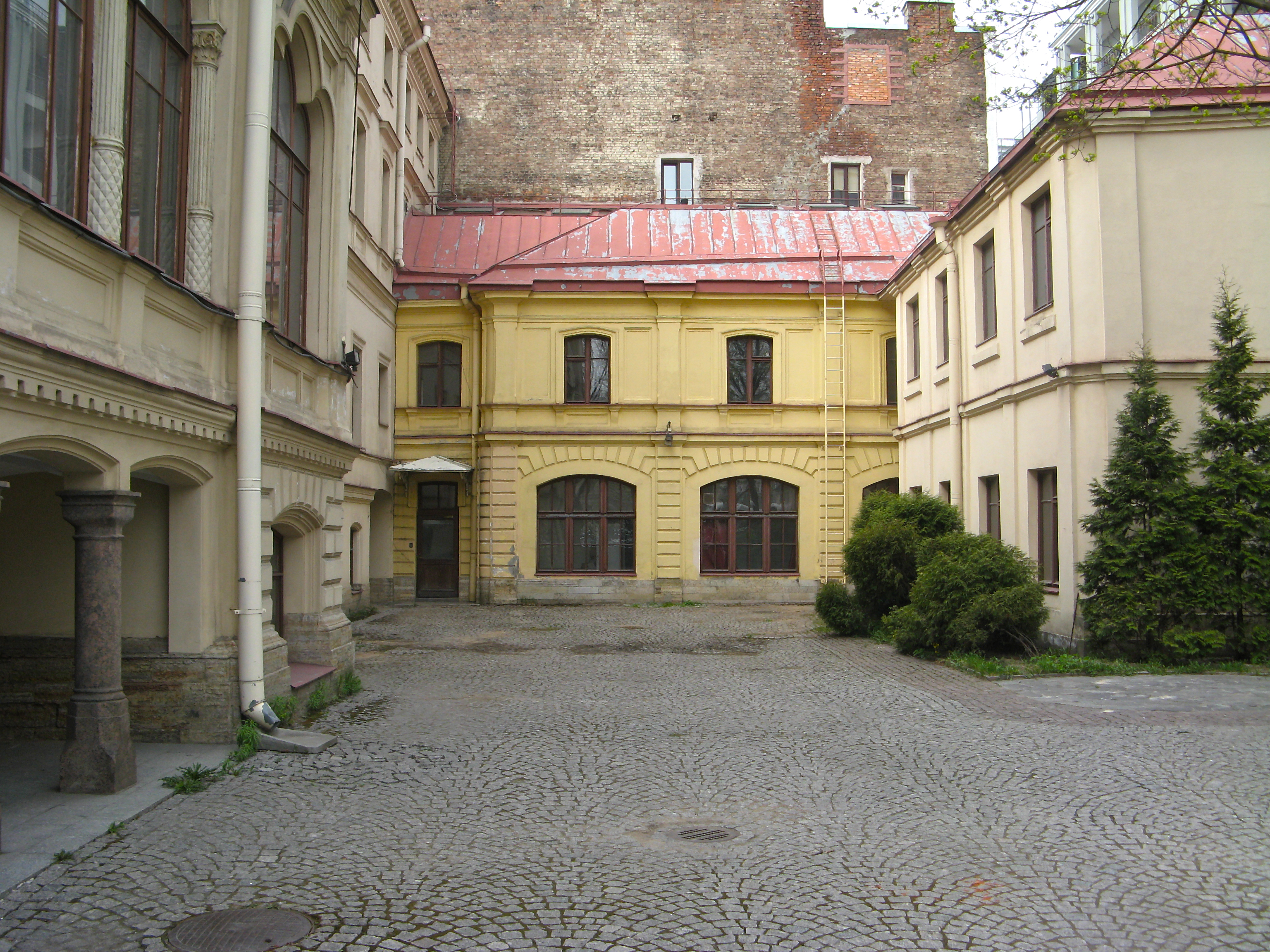
Дворовые флигели